# Застава Ниша
Застава града Ниша је правоугаона застава и састоји се од тамноплаве позадине и грба Ниша у горњем левом углу. Званична пропорција заставе је 1:2, али се такође користи и у 2:3. Грб би требао да заузме 1/6 површине заставе. Застава се истиче уз заставу Србије. Усвојена је 1996. године, док је дизајн заставе потврђен 6. јуна 2002. у Деветом члану Статута града Ниша.

## Друге заставе
У време када је Ниш претендовао на статус града, према тадашњем закону о локалној самоуправи, град је морао да се састоји од неколико градских општина, па је прелазно решење било подела новооснованог града Ниша на две општине: Нишку Бању и Ниш. Из општине Ниш касније су настале и друге општине града Ниша: Пантелеј, Црвени Крст, Палилула и Медијана.